# Паметник на Георги Бенковски (Борисова градина)
Паметникът на Георги Бенковски в Борисовата градина в София е създаден през 1929 г. от скулптора Жеко Спиридонов.
Изграден е от бронз и гранит със средства на Министерство на народната просвета. Върху паметника е изписано: „Георги Бенковски (1842 – 1876)“.